# Ingegerd Westlander
Brita Ingegerd Westlander, född 14 juli 1935 i Stockholm, död 1 december 2020 i Saltsjö-Duvnäs, var en svensk jurist.

## Biografi
Ingegerd Westlander avlade juris kandidatexamen vid Stockholms högskola 1958 och blev, efter tingstjänstgöring, fiskal i Svea hovrätt 1963. Hon blev assessor i Svea hovrätt 1969, var sakkunnig i justitiedepartementet 1970–1976 och utnämndes 1976 till rådman i Stockholms tingsrätt, där hon blev chefsrådman 1985. Hon var tillsammans med lagmannen Carl-Anton Spak domare i styckmordsmålet. De två åtalade läkarna friades från mordmisstanke, men Westlander och Spak förmådde nämndemännen att gå med på att det i domskälen skrevs in att läkarna ansågs skyldiga till styckningen av den döda kvinnans kropp. Detta uttalande gick inte att överklaga, eftersom domskäl aldrig kan leda till ett överklagande. Det uppgivna brottet var dessutom preskriberat och omfattades inte heller av åtalet. Läkarna var sålunda formellt friade, men skrivningen i domskälen band dem till ett allvarligt brott, där skuldfrågan inte kunde prövas i högre instans. De två yrkesdomarnas sätt att formulera den skenbart friande domen fick stora konsekvenser för rättssystemets fortsatta oförmåga att därefter hantera och avsluta målet. Westlander kallades att vittna i en skadeståndsprocess som läkarna senare drev mot svenska staten. Hon hävdade där att rätten känt sig föranlåten att informera allmänheten om hur domstolen såg på misstankarna mot läkarna. Att tingsrättens dom i praktiken gjorde läkarna rättslösa var inte något som hon kommenterade. 
Westlander blev lagman i Svea hovrätt 1990 och var justitieråd i Högsta domstolen 1993–2002. Därefter var hon vice ordförande i Marknadsdomstolen 2002–2005 och avdelningsordförande i Allmänna reklamationsnämnden 2002–2005.
Övriga uppdrag:
- Vice ordförande i Trafikskadenämnden, 1979–1985
- Ersättare för vice ordförande i Arbetsdomstolen, 1980–1989
- Vice ordförande i Kabelnämnden, 1986–1994
- Ordförande i Neurosedynskadenämnden, 1990–2004
- Styrelseledamot Sparbankernas sjätte allemansfond, 1991–1993
- Ledamot i Försvarets skaderegleringsnämnd, 1992–1997
- Ordförande i Kommittén om åtgärder mot barnpornografi, 1994–1997
- Ordförande i Marknadsetiska rådet, 1997–2005
- Ordförande i Fondbolagens förenings etiska nämnd, 2000–2005

Ingegerd Westlander är begravd på Nacka norra kyrkogård.